# Вильяльба, Хулио
Ху́лио Се́сар Вилья́льба Гао́на (исп. Julio César Villalba Gaona; 11 сентября 1998 года, Сьюдад-дель-Эсте, Парагвай) — парагвайский футболист, играющий на позиции нападающего. Ныне выступает за немецкий клуб «Боруссия » из Мёнхенгладбаха.

## Клубная карьера
Вильяльба является воспитанником парагвайского клуба «Серро Портеньо». 5 апреля 2016 года он дебютировал в парагвайском чемпионате в поединке против «Спортиво Лукеньо», выйдя на замену на 62-й минуте вместо Серхио Диаса. В начале 2017 года сообщалось, что игрок подписал контракт с мёнхенгладбахской «Боруссией» и был отдан обратно в Серро Портеньо в аренду до лета 2017 года. 8 января 2020 года Хулио Вильяльба на правах аренды перешёл в клуб австрийской Бундеслиги «Альтах».

## Карьера в сборной
Игрок юношеских сборных Парагвая. В 2015 году принимал участие в чемпионате мира среди юношеских команд, однако сыграл на турнире всего три встречи, в которых забил два мяча. Сборная не смогла выйти из группы. Также является участником чемпионата Южной Америки 2015 среди юношей до 17 лет.